# Lumes
Lumes is een gemeente in het Franse departement Ardennes (regio Grand Est). De plaats maakt deel uit van het arrondissement Charleville-Mézières. Lumes telde op 1 januari 2022 1.103 inwoners.

## Geografie
De oppervlakte van Lumes bedroeg op 1 januari 2022 6,14 vierkante kilometer; de bevolkingsdichtheid was toen 179,6 inwoners per km².
De onderstaande kaart toont de ligging van Lumes met de belangrijkste infrastructuur en aangrenzende gemeenten.

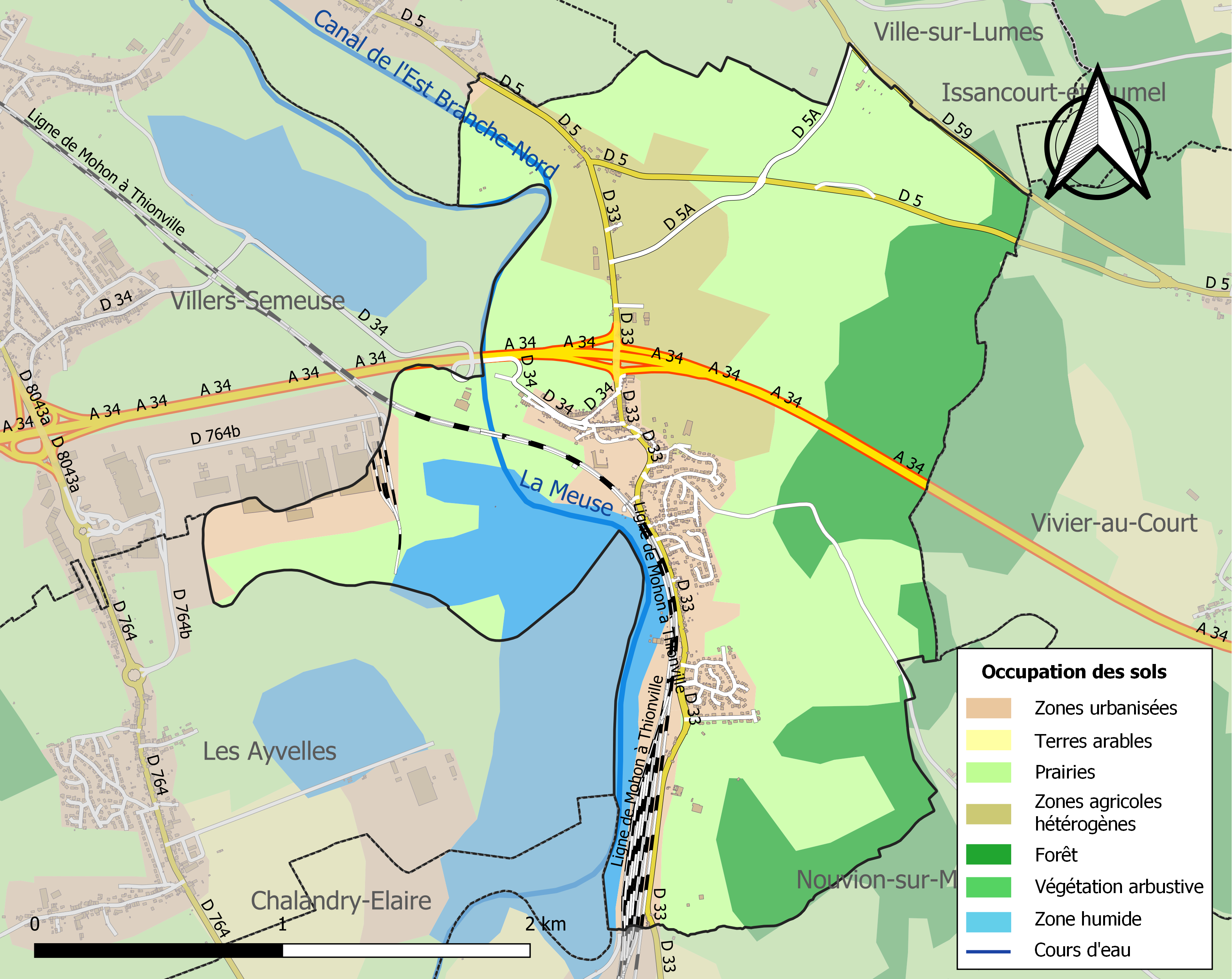

## Demografie
Onderstaande figuur toont het verloop van het inwonertal (bron: INSEE-tellingen).

Vanwege een beveiligingsprobleem met de MediaWiki Graph-software is het momenteel niet mogelijk deze grafiek weer te geven. Zodra de software is bijgewerkt zal de grafiek vanzelf weer zichtbaar worden.

## Afbeeldingen

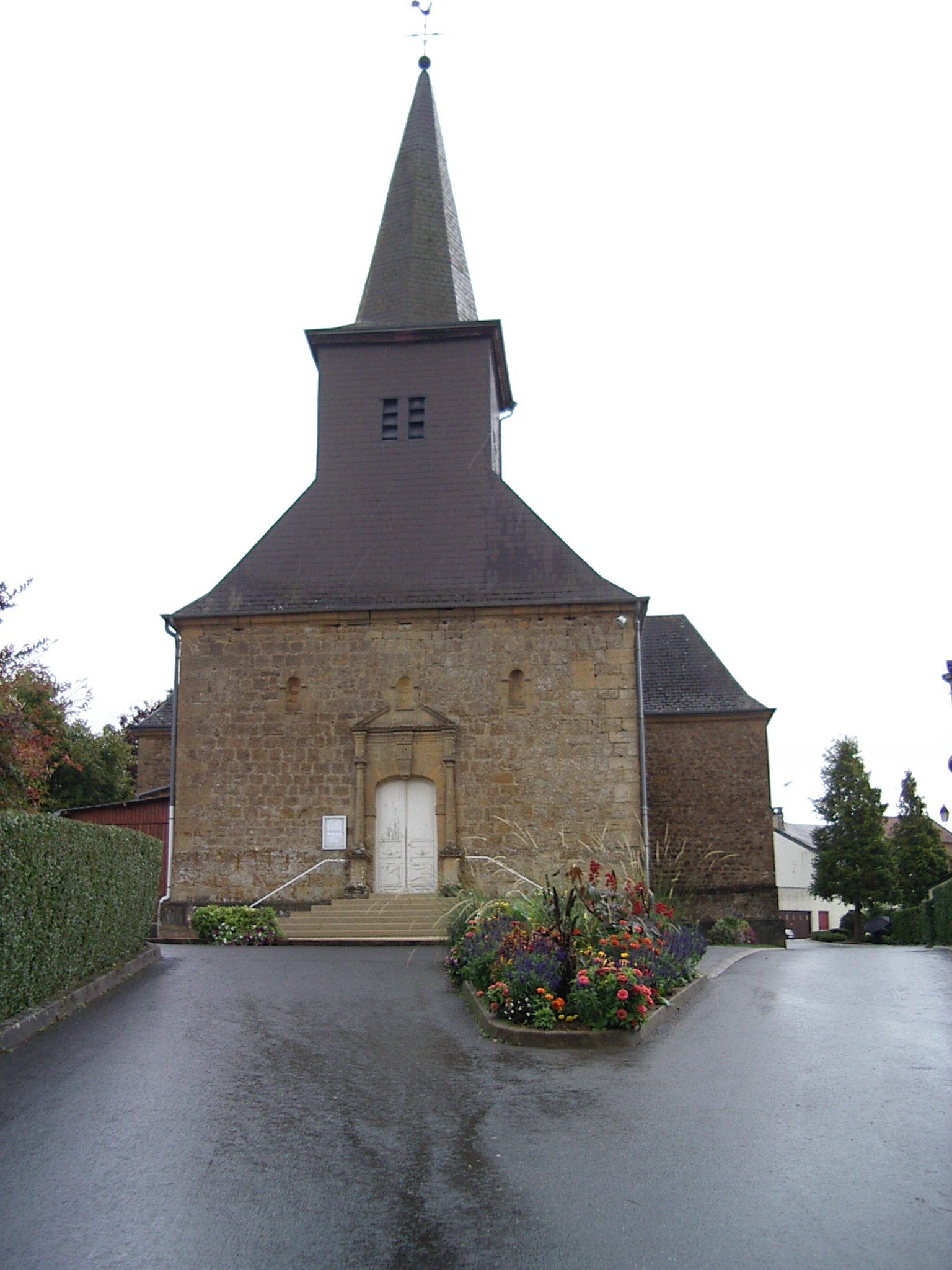
De kerk
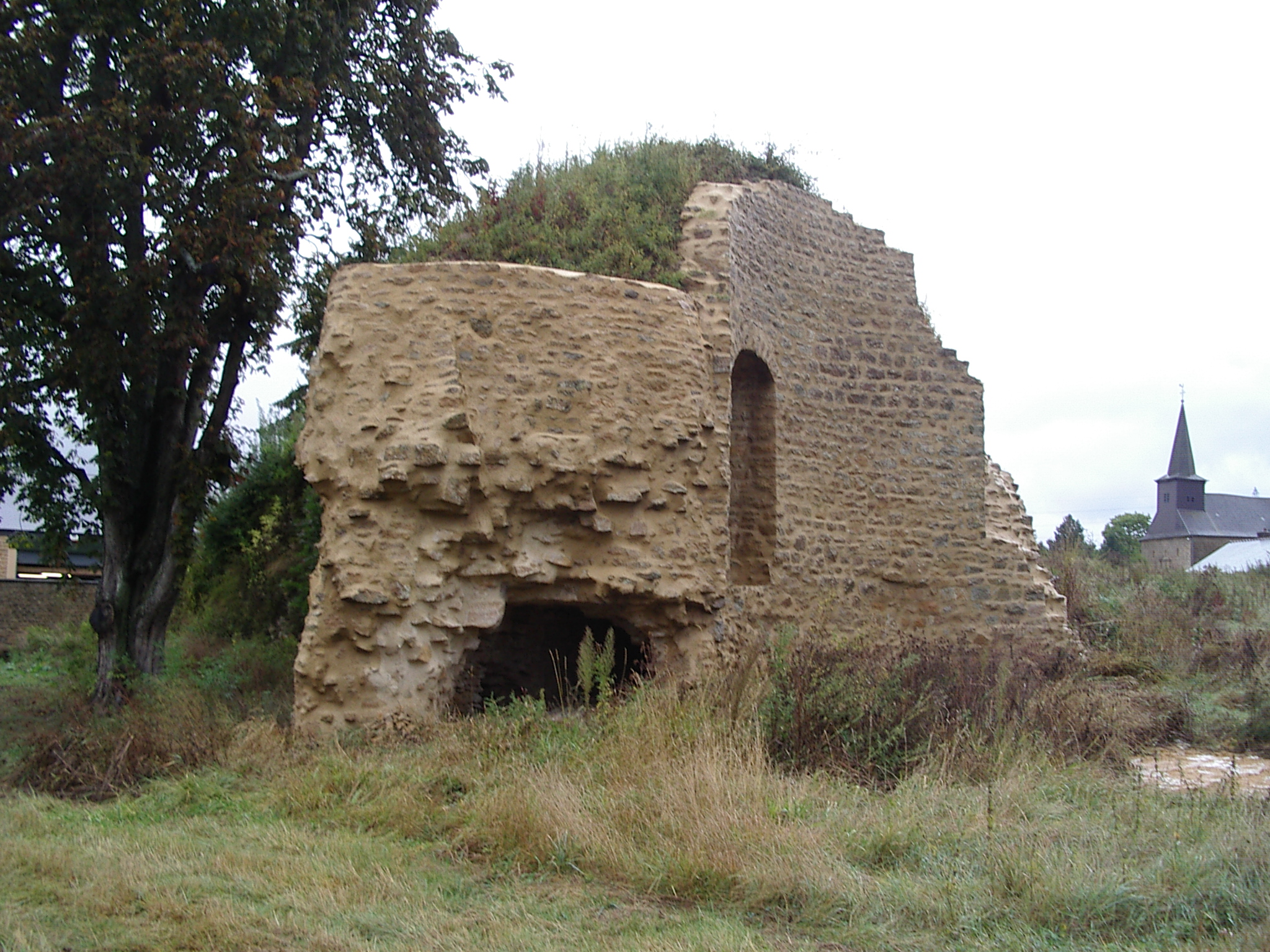
De kasteelruïne